# Cymodoce hodgsoni
Cymodoce hodgsoni là một loài chân đều trong họ Sphaeromatidae. Loài này được Tattersall miêu tả khoa học năm 1921.